# Armadilloniscus coronacapitalis
Armadilloniscus coronacapitalis är en kräftdjursart som beskrevs av Menzies 1950. Armadilloniscus coronacapitalis ingår i släktet Armadilloniscus och familjen Detonidae. Inga underarter finns listade i Catalogue of Life.